# حصبة
الحصبة هو مرض فيروسي حاد ومعدي يصيب الأطفال، ويسبب لهم بعض المضاعفات التي تكون خطيرة في بعض الأحيان.
ويعتبر مرض الحصبة من أكثر الأمراض انتشارا في سن الطفولة بصفه خاصة، ولكنه قد يصيب الكبار أيضاً. وفي عام 1963م ومن خلال طفرة كبرى توصل فريق من علماء الفيروسات وعلى رأسهم الباحث الأمريكي/ جون فرانكلين اندروز إلى إنتاج لقاح مضاد للحصبة، ومع بداية التسعينيات أدى هذا اللقاح إلى نُدرة مرض الحصبة في بعض الدول.
ومن أعراضه ارتفاع في درجة الحرارة مصحوب برشح وسعال ورمد، يتبعه ذلك طفح على جميع أجزاء الجسم. أول من عرف هذا المرض وميزه عن مرض الجدري الطبيب والفيلسوف أبو بكر الرازي وذلك في بغداد سنة 900 ميلادية. مدة الحضانة تتراوح بين سبعة أيام وأربعة وعشرين يوما. يبدأ ظهور الطفح في اليوم الرابع من ارتفاع درجة الحرارة، وبعد أربعة أيام أخرى تأخذ الحرارة بالهبوط ويتبع ذلك تكوين قشرة شبيهة بالنخالة.
مصدر عدوى الحصبة ومخزنها هو الإنسان، تنتقل الحصبة بواسطة الرذاذ والاتصال المباشر وغير المباشر عن طريق الأشياء الملوثة. وبعد الشفاء من الحصبة يكتسب الشخص مناعة مدى الحياة.

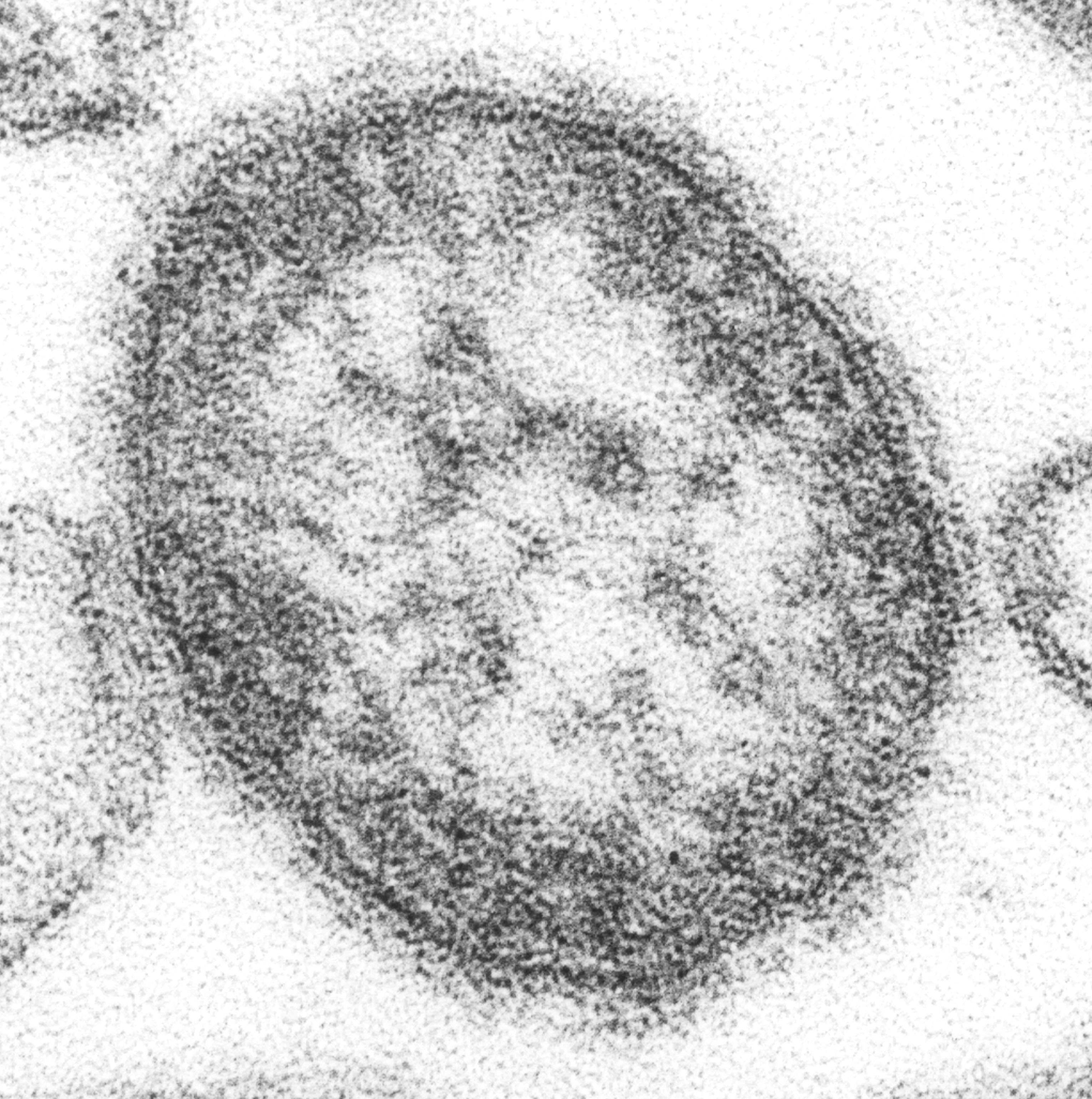
فيروس الحصبة

## الأعراض
ترتفع درجة حرارة الطفل المصاب بالحصبة لمدة ثلاثة أيام يعاني فيها من زكام شديد وسعال جاف واحمرار وحرقان بالعينين، وعند نهاية اليوم الثالث تظهر بقع بيضاء داخل الفم تشبه ذرات الملح، وفي اليومين الرابع والخامس يظهر طفح جلدي احمر اللون يبدأ خلف الأذنين ثم ينتشر على الوجه، ثم الجذع، وأخيرا يغطي سائر الجسد.

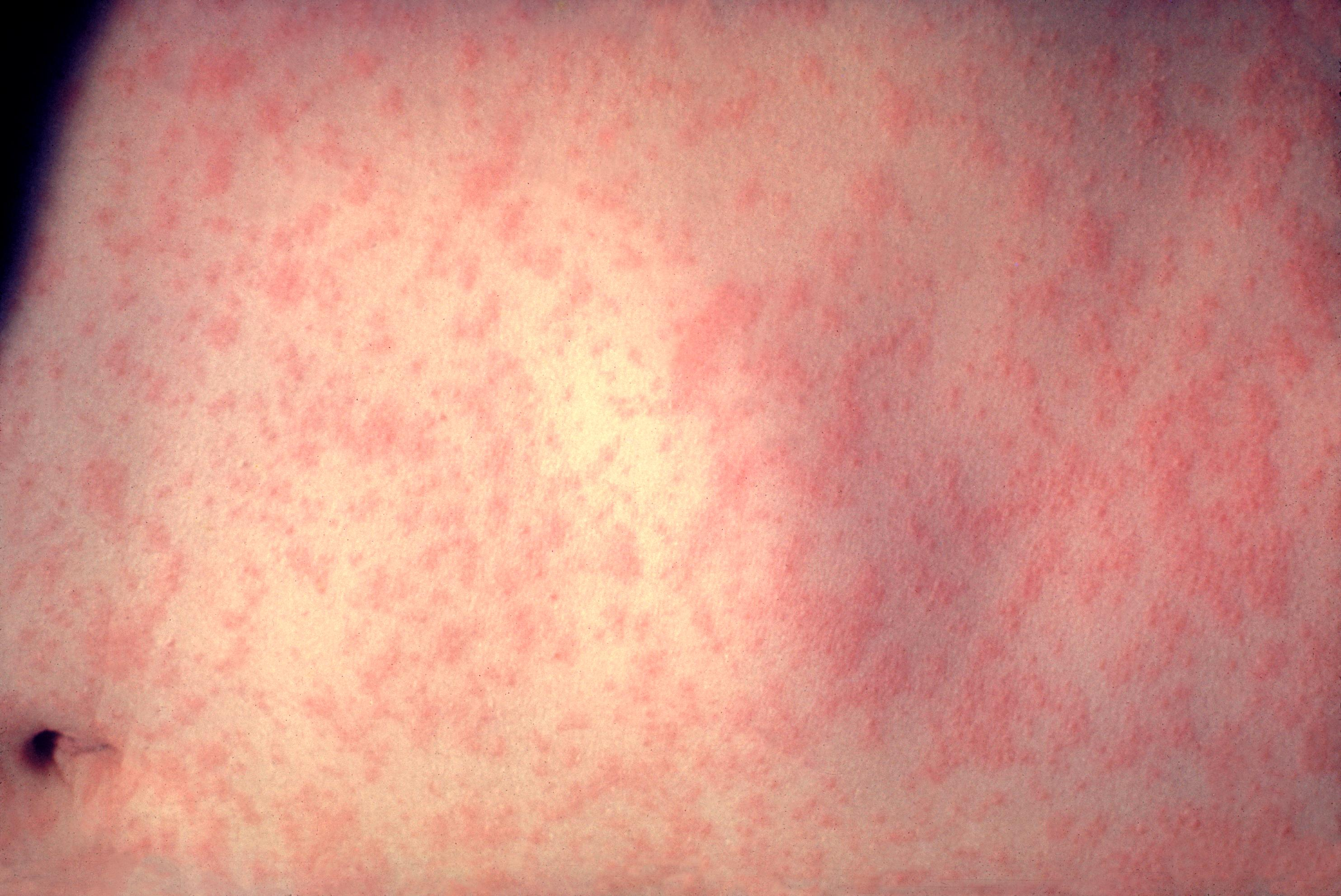
أعراض الحصبة

يبدأ الطفح الجلدي بالتلاشي في اليوم السادس من بداية المرض، ويتماثل الطفل للشفاء بعد مرور اسبوع.

## أسباب المرض وآثاره
تظهر أعراض المرض بعد مضي عشرة أيام من دخول الفيروس إلى الجسم المصاب، حيث يحدث ارتفاعاً في درجة الحرارة وسُعالاً ورشحاً وتصبح العيون حمراء وتمتلئ بالدموع وتزداد حساسيتها للضوء، ومن الممكن أن تصل درجة الحرارة إلى 41 مْ وظهور بثور قرمزية اللون ذات رؤوس بيضاء رماديه داخل فم المريض، وخاصة على الجوانب الداخلية للشدغين.

## طريقة العدوى
تعتبر الحصبة من الأمراض الفيروسية شديدة العدوى وينتقل من شخص لآخر عن طريق العطاس والسعال والتماس المباشر مع الشخص المريض.
يكون الطفل معدياً قبل ظهور الطفح بخمسة أيام ولمدة خمسة أيام أخرى بعد ظهوره.
يُمنع الطفل من الذهاب إلى المدرسة إلى أن يتماثل للشفاء أو لمدة أسبوع من ظهور الطفح الجلدي.
أما فترة الحضانة فتمتد من عشرة إلى خمسة عشر يوماً.

## مضاعفات الحصبة
يتماثل معظم الأطفال المصابين للشفاء بعد إصابتهم للحصبة وتتكون لديهم مناعة دائمة ضد الفيروس المسبب للمرض.
يعاني الأطفال من مضاعفات الحصبة مثل الإصابة بالتهاب الاذن الوسطى أو التهاب القصبة الهوائية أو التهاب الرئتين.
كما أن نسبة صغيرة جداً من الأطفال يصابون بالتهاب الدماغ (encephalitis) الذي يمكن ان يؤدي إلى حدوث مشكلات ذات عواقب وخيمة على الطفل المصاب.
على مدى 13 عاماً بين عامي 1987 و 2000 كانت نسبة الوفيّات في الولايات المتّحدة الأمريكية 3 من أصل 1000 حالة أو 0.3 % (177 وفاة\ 67,032 حالة). في الدول غير النامية مع انخفاض معدلات سوء التغذية وسوء الرعاية الصحية ارتفع معدّل الوفيات إلى 28%. في حالة المرضى الذين يعانون من نقص في المناعة ارتفع معدّل الوفيات إلى 30%.

## العلاج
يُنصح الطفل المصاب بالحصبة بالراحة إلى أن تنخفض درجة حرارته ويتماثل للشفاء في غرفة هادئة خافتة الضوء حتى لا تؤذي عينيه المتعبتين بسبب الالتهاب.
تعالج الحرارة المرتفعة بكمادات الماء والباراسيتامول.
لا يوجد هناك علاج معين شاف للحصبة ولا تنفع المضادات الحيوية في ذلك فهو مرض فيروسي، ويحتاج الطفل للمضادات الحيوية لعلاج المضاعفات البكتيرية مثل التهاب الأذن أو التهاب الرئتين.
يعتبر اللقاح ضد الحصبة من اللقاحات الأساسية في جميع دول العالم، ويعطى للطفل في نهاية السنة الأولى من العمر.
العلاج الوقائي من الحصبة:
1- يجب أن يلزم المصاب الفراش طوال مدة المرض وقد ينصح الطبيب بإعطاء أقراص أسبرين وقطرات للأنف ودواء ضد السعال.
2- يقتصر الغذاء على السوائل وتخفيف وتقليل درجة الإنارة ويجدد هواء الغرفة من حين لآخر.
3- يستعمل غسيل (الكلامينا) وهو موجود في الصيدليات لتخفيف الحكة وكذلك محلول النشاء والماء وإذا
اشتدت الحكة فإنه يمكن إزالتها باستخدام مركبات مضادات الهستامين.

## علم الأوبئة
وفقاً لمنظمة الصحة العالمية الحصبة هي السبب الرئيسي لوفيات الأطفال التي يمكن الوقاية منها باللقاحات في جميع أنحاء العالم، فقد تم خفض معدل الوفيات بشكل كبير من خلال حملة التطعيم التي يقودها الشركاء في مبادرة الحصبة: الصليب الأحمر الأمريكي ومراكز الولايات المتحدة الأمريكية لمكافحة الأمراض والوقاية منها(CDC)، ومؤسسة الأمم المتحدة واليونيسيف ومنظمة الصحة العالمية. على الصعيد العالمي انخفضت الحصبة بنسبة 60% من 873000 حالة وفاة عام 1999 إلى 345000 حالة في عام 2005.

## معرض صور

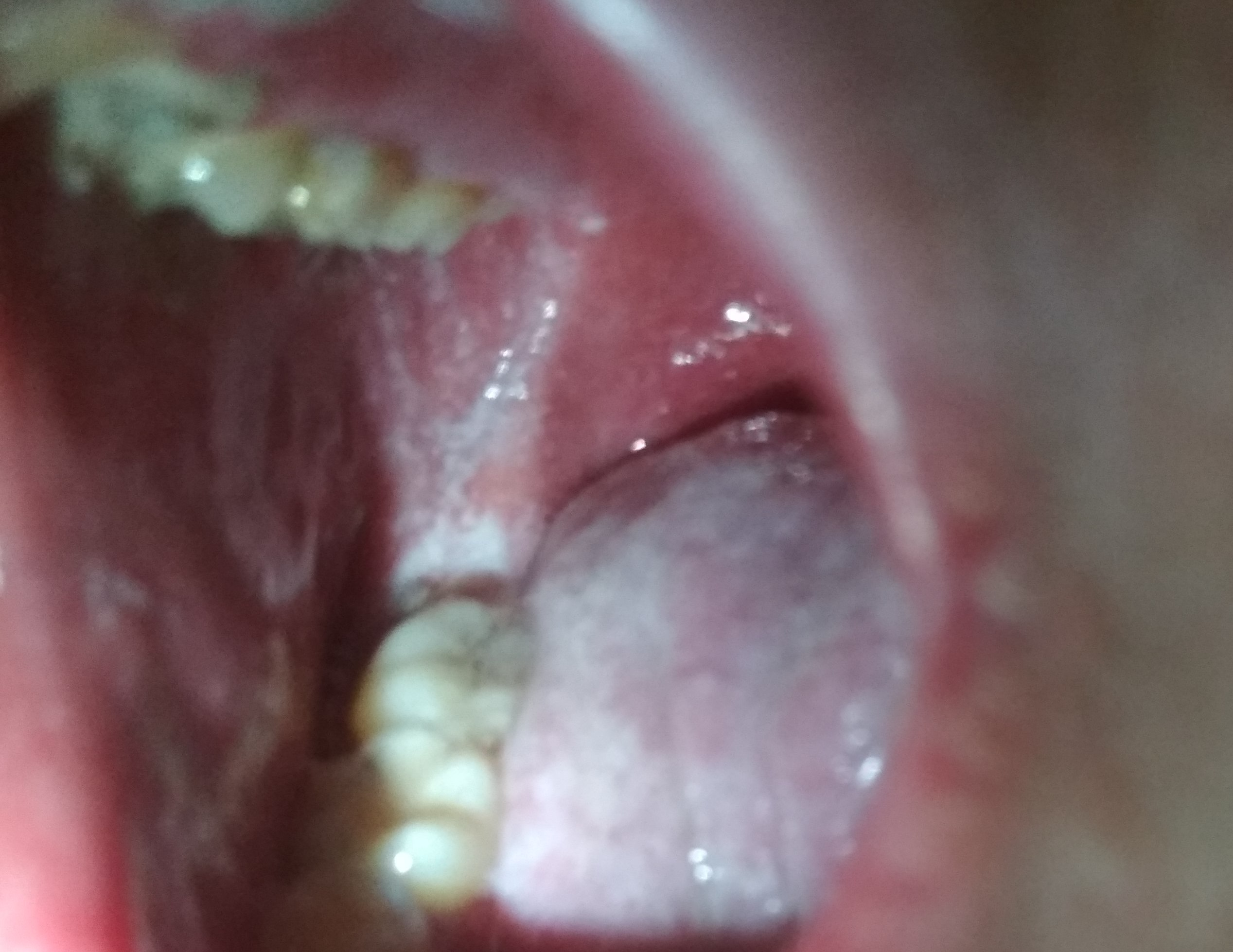
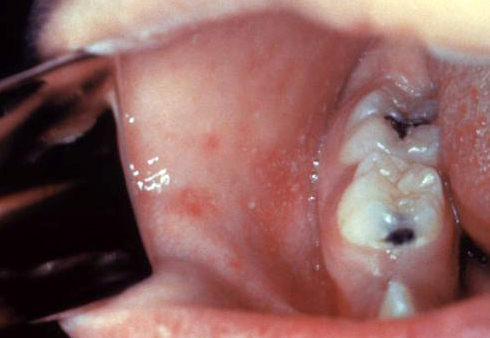
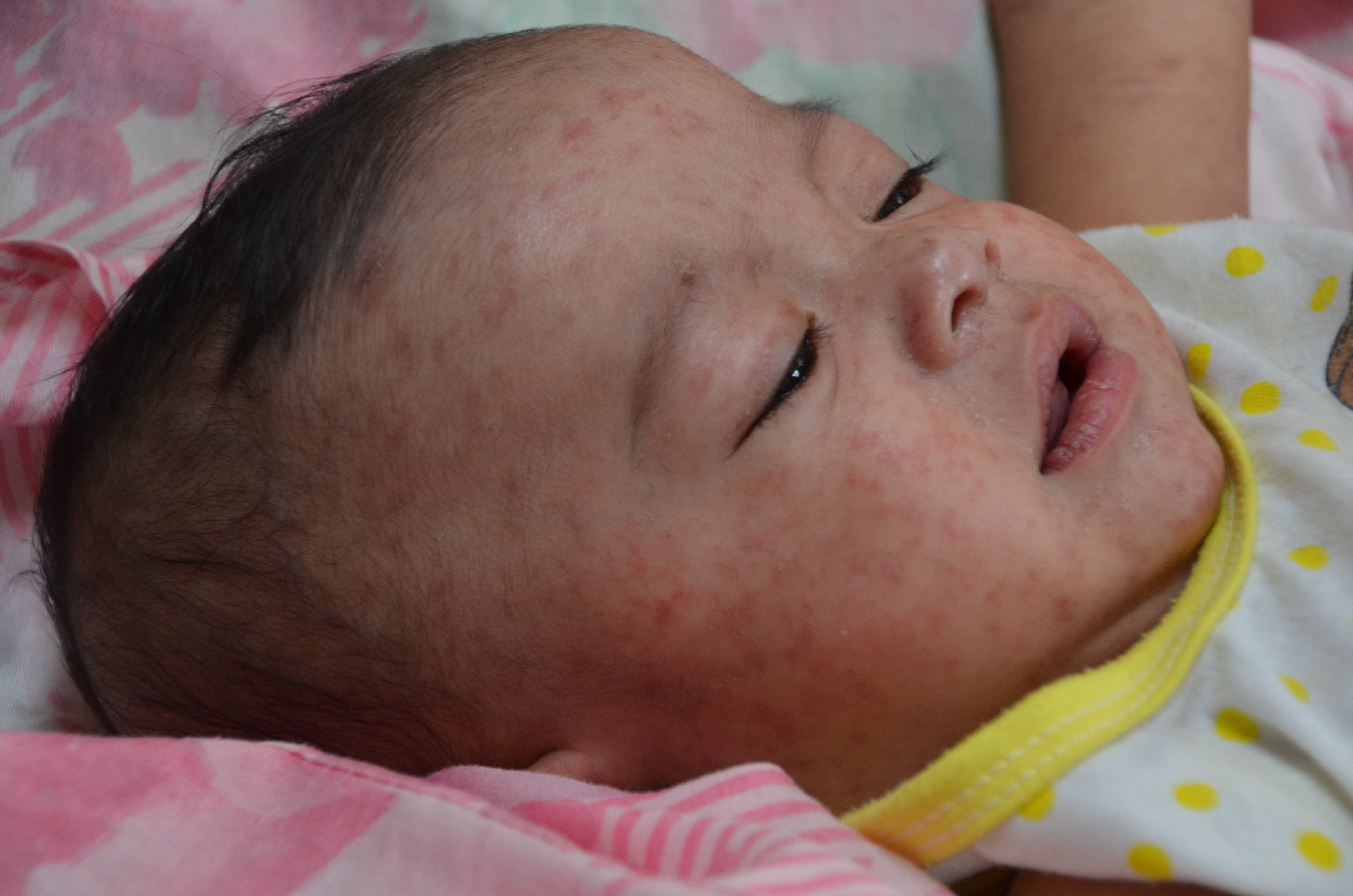